# Dicrastylis corymbosa
Dicrastylis corymbosa là một loài thực vật có hoa trong họ Hoa môi. Loài này được (Endl.) Munir mô tả khoa học đầu tiên năm 1978.